# Mecânico de automóveis

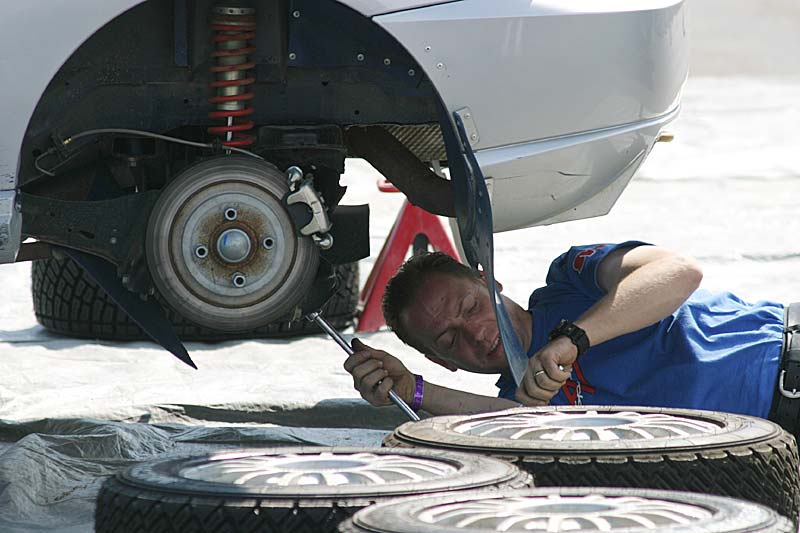
Um mecânico trabalhando em um Ford Focus de competição.

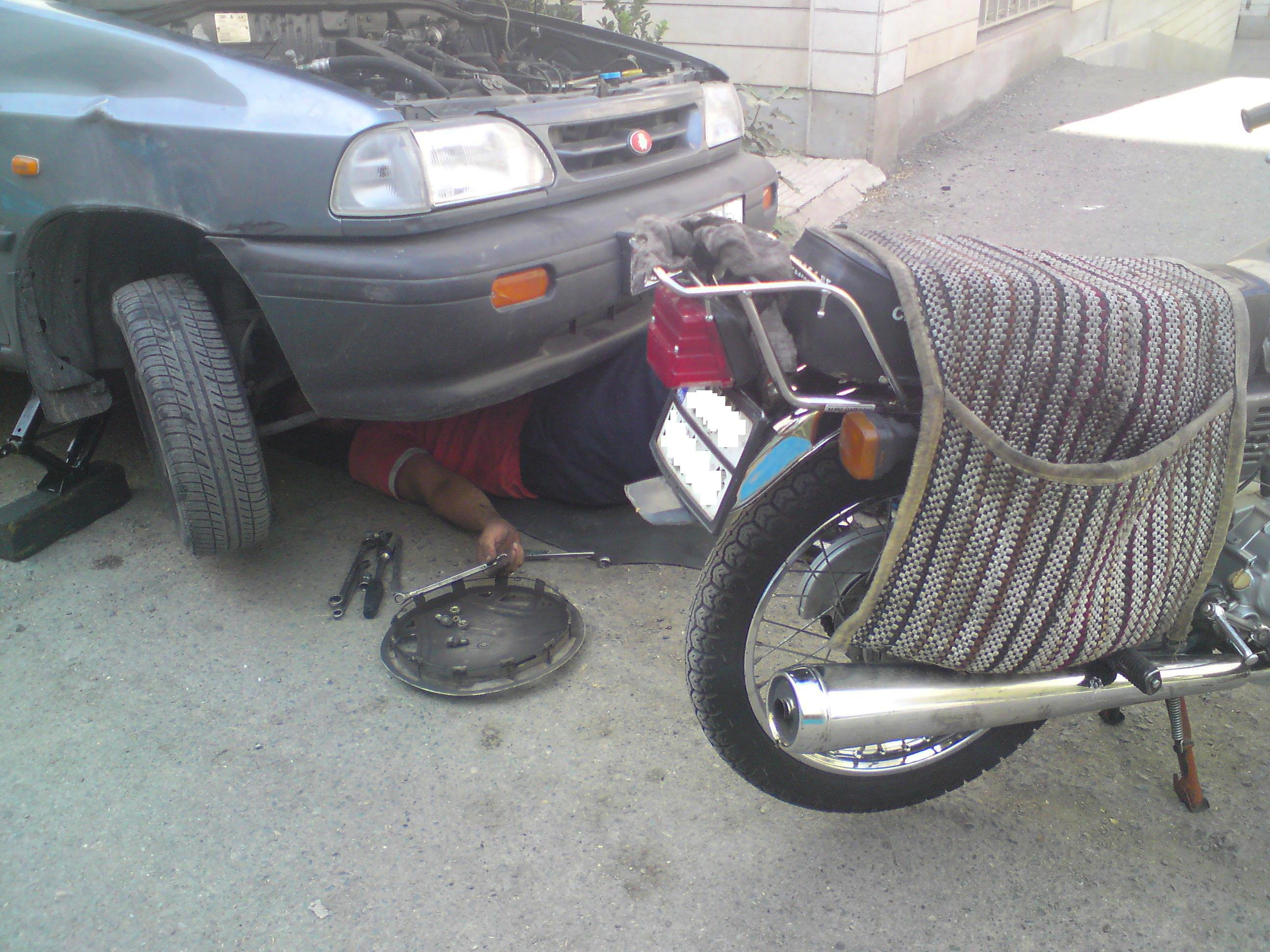
Um mecânico de automóveis no Irão.

Um mecânico de automóveis é um profissional com conhecimentos de mecânica de automóveis suficientes para fazer eventuais reparos em tais veículos. O local onde trabalha geralmente é conhecido no Brasil como oficina mecânica.
Ao reparar um automóvel, espera-se do profissional que consiga fazer um diagnóstico preciso e rápido. Ele geralmente deve passar uma cotação do serviço ao cliente antes de começar o reparo, ou após uma desmontagem parcial para inspeção.
Nos países industrializados, a manutenção preventiva é uma das atividades principais de um mecânico. Em países menos desenvolvidos, geralmente um mecânico é chamado somente quando o veículo já apresenta sinais de mau funcionamento, a chamada manutenção corretiva, já que visa corrigir um defeito apresentado. Pelo fato de muitos componentes serem trocados durante uma manutenção preventiva antes mesmo de apresentarem problema, muitos proprietários preferem evitar esse gasto extra, apesar dos riscos futuros envolvidos.
Com o rápido avanço na tecnologia automobilística, o serviço evoluiu de algo puramente mecânico para incluir também a eletrônica embarcada. Pelo fato de os veículos modernos possuírem complexos sistemas eletrônicos e computadores de bordo, o mecânico precisa estar constantemente fazendo treinamentos para saber operar os sofisticados equipamentos de diagnóstico fornecidos pelos fabricantes de veículos.
É muito comum o mecânico se especializar em características específicas do automóvel, como por exemplo "suspensão e freios", "funilaria (que remove amassados da lataria) e pintura", "circuito elétrico, sonorização e alarmes", "injeção eletrônica", chaparia etc.
No Brasil, o profissional reparador deve executar os serviços de reparos dentro de normas técnicas de serviços da ABNT, quando estas existirem.